# Clownbotia
De clownbotia (Chromobotia macracanthus, voorheen Botia macracanthus) is een tropische vissensoort die ook als aquariumvis gehouden wordt. Hij behoort tot de familie van de Cobitidae (Modderkruipers).

## Kenmerken
Het lichaam is goudkleurig met 3 wigvormige, zwarte banden. De lichaamslengte bedraagt maximaal 40 centimeter. De vis kan in aquaria meer dan tien jaar oud worden.

## Leefwijze
Het is een redelijk vreedzame scholenvis die voornamelijk in de schemering actief wordt, maar zich niet zo verstopt zoals de meeste andere Botia-soorten. De vis vertoeft meestal op de bodem, waar hij naar ongewervelde diertjes zoekt met behulp van zijn vier, als een snor neerhangende baarddraden. Bij bedreiging zet hij voor de ogen een scherpe stekel overeind. Er wordt ook weleens onderling mee gevochten.

## Verspreiding en leefgebied
De soort komt oorspronkelijk uit Indonesië en leeft daar in de zoetwatergebieden van Borneo en Sumatra. Hij paait in snelstromende rivieren aan het begin van de regentijd.

## Kweek
Deze scholenvis kan meer dan 30 centimeter lang worden. Hij wordt met minimaal tien stuks gehouden in een aquarium van minimaal twee meter. De clownbotia woelt nogal in de bodem. Planten worden daarom goed verankerd. Het aquarium wordt verder ingericht met kienhout en stenen, zodat schuilplekken ontstaan waar de dieren zich terug kunnen trekken. De soort kan knakkende geluiden maken en is vrij gevoelig voor witte stip. Slakken zijn favoriet voer, ook diepvriesvoer zoals rode muggenlarven en mosseltjes maar ook algentabletten voldoen.
Voortplanting is in een aquarium niet mogelijk. De vissen worden daarom in het land van herkomst gevangen en wereldwijd geëxporteerd. Er zijn wel berichten over commerciële kweek met behulp van hormonen. Waardoor de clown van de 3 zwarte strepen patroon veranderd in bijvoorbeeld 4 zwarte strepen of een afwijking in de 3 strepen.